# Dichiarazioni d'amore
Pour plus de détails, voir Fiche technique et Distribution.
Dichiarazioni d'amore est un film italien réalisé par Pupi Avati, sorti en 1994.

## Synopsis
Après la Seconde Guerre mondiale, à Bologne, Edoardo, surnommé «  Dado », cherche par tous les moyens à conquérir Sandra, malgré l'opposition de sa famille et des professeurs. L'histoire est racontée en flashback, quarante ans après, à la suite de l’homicide de Sandra.

## Fiche technique
- Titre : Dichiarazioni d'amore
- Réalisation : Pupi Avati
- Scénario : Pupi Avati
- Photographie : Cesare Bastelli
- Montage : Amedeo Salfa
- Musique : Stefano Caprioli
- Pays de production :  Italie
- Langue Italien
- Genre : Film dramatique, Film biographique
- Date de sortie : 
  - Italie : 8 septembre 1994

## Distribution
- Antonella Attili : Gaby
- Delia Boccardo :  Sandra
- Carlo Delle Piane : Super-intendant
- Angiola Baggi : la mère de Dado
- Valeria Fabrizi : Piera
- Ivano Marescotti : Professeur Colli
- Dino Sarti